# Vojni distrikt
Vojni distrikt, dio državnog teritorija na kojem su, radi uspješnijih priprema za rat i izvođenja borbenih djelovanja, sve postrojbe, ustanove i vojno-teritorijalni organi objedinjeni jedinstvenim zapovjedništvom. To je, istovremeno, i najopćije značenje tog pojma, koje u raznim državama i razdobljima ima i različito obilježje.

## Posebnosti
Zapovjedništva vojnih distrikta jesu najviše vojno-teritorijalna zapovjedništva, ali s različitim funkcijama u miru i ratu. U miru imaju zapovjedno-operativne, mobilizacijske i pozadinske funkcije u odnosu na sve (ili većinu) jedinice (ustanove, organe) dislocirane na svojem teritoriju. Uz to, odgovorne su i za inženjerijsko uređenje teritorija, kao i za poduzimanje drugih mjera borbenog osiguravanja. U ratu, ako ne prerastaju u zapovjedništva armija (operativna zapovjedništva), zadržavaju ingerencije koje su imale i u miru u odnosu na jedinice (ustanove) izvan operativnih snaga. Teritorij vojnih distrikta određuje se ili prema postojećoj političko-administrativnoj podjeli zemlje, ili se poklapa s prostorom na kojem bi se rasporedila i djelovala jedna operativna armija, a ponekad se kombiniraju oba principa. Radi efikasnijeg ostvarenja svojih funkcija vojni se distrikt može dalje dijeliti na korpusne (područne) ili divizijske distrikte. U državama gdje ne postoje vojni distrikti, teritorij koji bi joj odgovaralo (u smislu definicije) naziva se regija ili vojni okrug.

## Povijest
Iako joj počeci datiraju još iz vremena stvaranja masovnih armija, kad su mnoge europske države radi efikasnijeg provođenja mobilizacijskih, operativnih i drugih mjera, podijelile svoju teritorij na vojne distrikte (područja, regije, okruge), institucija vojnih distrikta izrazitije se javlja tek između Prvog i Drugog svjetskog rata. Izuzev SSSR-a, u kome je najviša vojno-teritorijalna ustanova bio vojni okrug (sa svim operativnim i pozadinskim funkcijama), u većini europskih država usvojen je sistem vojnih distrikta. Jugoslavenska kraljevska vojska (JKV) imala je, npr., 1919. četiri, a pred početak Drugog svjetskog rata šest vojnih distrikta, a teritorij Francuske je početkom 1940. bilo podijeljen na 20 distrikta. Sustav distrikta postojao je i Bugarskoj, Poljskoj, Rumunjskoj, nekim državama Latinske Amerike, u SAD-u i dr.
Poslije Drugog svjetskog rata vojni distrikti kao operativno-teritorijalne institucije (zapovjedništva) zadržavaju se u većini zemalja koje su ih imale i između dva rata, ali im se obim zadataka znatno proširuje. One preuzimaju brigu oko cjelokupnog uređenja teritorija u protuzračnom, protutenkovskom i protudesantnom pogledu, zatim u uklanjaju posljedica nuklearnih udara, organiziranju teritorijalnih jedinica, održavanju teritorijalnih veza, uređenju infrastrukture i dr.

## Vojni distrikti u SFRJ
U SFRJ vojni su distrikti kao najviše vojno-teritorijalna zapovjedništva formirana neposredno poslije završetka Drugog svjetskog rata. Kasnije se, s promjenama do kojih je dolazilo u JNA u skladu s njenim reorganizacijama (moderniziranjem i usavršavanjem), funkcija vojnih distrikta mijenjala i usklađivala s koncepcijom općenarodne obrane. Za razliku od ranijeg perioda kad je cjelokupnom sustavu obrane težište bilo na operativnim postrojbama, Zakon o Narodnoj obrani iz 1968. predviđa najpotpunije angažiranje svih komponenti društva u obrani zemlje, a posebno fiksira organizaciju teritorijalne obrane (i teritorijalnih jedinica). u odnosu prema vojnim institucijama.